# Ochyrocera chiapas
Ochyrocera chiapas là một loài nhện trong họ Ochyroceratidae. Loài này phân bố ở México.